# Judith Roberts
Judith Anna Roberts (* 30. November 1934 als Judith Anna Lebrecque) ist eine US-amerikanische Theater- und Filmschauspielerin. Bekannt ist sie vor allem für ihre Darstellung der Mary Shaw in dem Horrorfilm Dead Silence sowie als Taslitz in der von Netflix produzierten Serie Orange Is the New Black.

## Leben
Judith Roberts wurde 1934 geboren. Ihre erste Filmrolle hatte sie 1971 in Minnie und Moskowitz. Es folgten mehrere meist kleinere Rollen in Filmen oder Gastauftritte in Fernsehserien, darunter auch zwei Folgen von Law & Order oder eine Nebenrolle als Nachbarin in David Lynchs Eraserhead im Jahr 1977. 1980 spielte sie eine Sängerin in Woody Allens Stardust Memories und sang hierbei das Lied Three Little Words.
Internationale Bekanntheit erlangte Roberts jedoch erst 2007 als Bauchrednerin Mary Shaw in dem Horrorfilm Dead Silence von James Wan. Im selben Jahre spielte sie außerdem eine Richterin in dem ebenfalls von Wan produzierten Thriller Death Sentence – Todesurteil. 2014 bis 2016 und erneut 2019 war sie als Taslitz in insgesamt zehn Folgen der Webserie Orange Is the New Black zu sehen, wofür sie zusammen mit dem Ensemble der Serie bei den Screen Actors Guild Awards 2015 in der Kategorie Bestes Schauspielensemble in einer Comedyserie ausgezeichnet wurde. In den Jahren 2013 bis 2016 spielte Roberts die Hauptrolle in den drei Kurzfilmen My Day, Last Words und Now, für die sie unter anderem jeweils den ACTRA Award of Excellence als beste Hauptdarstellerin sowie mehrere weitere Auszeichnungen gewinnen konnte.
2017 verkörperte Roberts die Rolle der dementen Mutter des Hauptcharakters Joe (gespielt von Joaquin Phoenix) im Melodram A Beautiful Day, für die sie eine Nominierung als beste Nebendarstellerin bei den National Film Awards UK 2018 erhielt.
Judith Roberts war von 1962 bis 1971 mit dem US-amerikanischen Schauspieler Pernell Roberts verheiratet und behielt auch nach der Scheidung der Ehe dessen Nachnamen.

## Sonstiges
Judith Roberts spielte 2013 im Musikvideo zu Justin Timberlakes Mirrors mit, das ein Ehepaar in verschiedenen Stationen seines Lebens zeigt. Roberts Szenen stellen hierbei die letzte Station dar, in der sie die Sachen ihres verstorbenen Mannes einpackt und an frühere Zeiten denkt.

## Filmografie (Auswahl)
- 1971: Minnie und Moskowitz
- 1975: The Swinging Barmaids
- 1976: Nashville Girl
- 1977: Eraserhead
- 1980: Stardust Memories
- 1983: Remington Steele (Fernsehserie, Folge 1x17)
- 1983: Trapper John, M.D. (Fernsehserie, Folge 4x22)
- 1984: Silent Night, Deadly Night
- 1991, 2000: Law & Order (Fernsehserie, 2 Folgen)
- 1992: Mac
- 1994: Tödliche Absichten (Mother’s Boys)
- 1998: Three Below Zero – Drei unter Null (Three Below Zero)
- 2000: Fast Food, Fast Women (Fast Food Fast Women)
- 2003: Criminal Intent – Verbrechen im Visier (Law & Order: Criminal Intent, Fernsehserie, Folge 2x12)
- 2007: Dead Silence
- 2007: Death Sentence – Todesurteil (Death Sentence)
- 2007: Nanny Diaries
- 2008: Choke – Der Simulant (Choke)
- 2013: My Day (Kurzfilm)
- 2014–2016/2019: Orange Is the New Black (Webserie, 10 Folgen)
- 2015: Last Words (Kurzfilm)
- 2016: Now (Kurzfilm)
- 2016: 2 Broke Girls (Fernsehserie, Folge 5x7)
- 2017: Final Polish (Kurzfilm)
- 2017: A Beautiful Day (You Were Never Really Here)
- 2017: Great News (Fernsehserie, Folge 2x9)
- 2018: The Last O.G. (Fernsehserie, Folge 1x1)
- 2019: NOS4A2 (Fernsehserie, 2 Folgen)
- 2020: Bard Words (Kurzfilm)
- 2021: The Last Thing Mary Saw

## Auszeichnungen (Auswahl)
- 2013: ACTRA Award of Excellence als beste Hauptdarstellerin in My Day
- 2013: Preis der Long Island International Film Expo für ihre Rolle in My Day
- 2014: HRIFF Award des Hollywood Reel Independent Film Festival für My Day
- 2015: ACTRA Award of Excellence als beste Hauptdarstellerin in Last Words
- 2015: NYC Chain Festival Award als beste Darstellerin in einem Kurzfilm in Last Words
- 2015: Screen Actors Guild Award mit dem Ensemble von Orange Is the New Black als Bestes Schauspielensemble in einer Fernsehserie – Komödie
- 2016: ACTRA Award of Excellence als beste Hauptdarstellerin in Now
- 2018: Stella Adler Award des Action On Film International Film Festival für Final Polish